# Kerry Kittles
Kerry Kittles (ur. 12 czerwca 1974 w Dayton) – amerykański koszykarz, występujący na pozycji rzucającego obrońcy, dwukrotny finalista NBA, specjalista od rzutów za 3 punkty. Członek zespołu New Jersey Nets, który zakończył sezon zasadniczy 2001/02 z bilansem 52 zwycięstw i 30 porażek. 
Uczestnik draftu 1996, uważanego za jeden z najlepszych w historii. 
Asystent trenera koszykówki na Uniwersytecie Princeton od 2016 do 2018 r. 

## Osiągnięcia
Na podstawie, o ile nie zaznaczono inaczej.
NCAA
- Uczestnik turnieju NCAA (1995, 1996)
- Mistrz turnieju konferencji Big East (1995)
- Zawodnik Roku Konferencji Big East (1995)[6]
- Zaliczony do:
  - I składu:
    - All-American (1996)
    - All-AAC (1994, 1995, 1996)
    - turnieju AAC (1995, 1996)
    - pierwszoroczniaków AAC (1993)

  - II składu All-American (1995)
- 2-krotny laureat nagrody Robert V. Geasey Trophy (1995, 1996)[7]
- MVP turnieju:
  - Big East (1995)[8]
  - Maui Invitational (1996)

NBA
- 2-krotny finalista NBA (2002, 2003)[9]
- Zaliczony do składu II składu debiutantów NBA (1997)[10]
- Uczestnik Rookie Challenge (1996)
- Debiutant Miesiąca (grudzień 1996)

Reprezentacja
- Mistrz Uniwersjady (1995)[11]